# Daring Club Motema Pembe
El Daring Club Motema Pembe és un club de futbol congolès de la ciutat de Kinshasa.

## Història
El club va ser fundat el 22 de febrer de 1936 com a Daring. Posteriorment, el 1949, canvià el nom pel de CS Imana. El club guanyà diversos campionats nacionals als anys 70 i 80. L'any 1985 fou obligat a canviar el nom pel de Motema Pembe per la Confederació Africana de Futbol després d'incidents causats pels hooligans a la Recopa africana contra el Dragons de l'Ouémé.

## Palmarès
- Recopa africana de futbol:
  - 1994

- Lliga de la República Democràtica del Congo de futbol:[2]
  - 1963, 1964, 1974, 1978, 1989, 1994, 1996

- Copa de la República Democràtica del Congo de futbol:[3]
  - 1964, 1974, 1978, 1984, 1985, 1990, 1991, 1993, 1994, 2003, 2006, 2008

- Supercopa de la República Democràtica del Congo:
  - 2003, 2005

- Campionat de Léopoldville:
  - 1943, 1945, 1948, 1949

- Copa de la LINAFOOT:
  - 1998, 1999, 2004, 2005

- Copa de la Fécofa:
  - 2002

- Lliga provincial de Kinshasa (EPFKIN):
  - 1994, 2000, 2003, 2006, 2007

- Supercopa de Kinshasa:
  - 2001, 2004, 2008